# Ô nhiễm biển

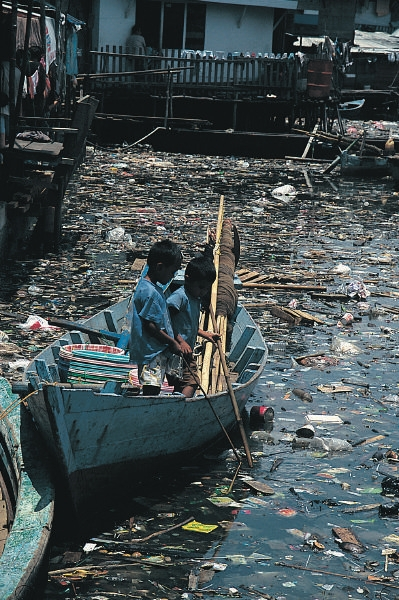
Trong khi ô nhiễm biển có thể nhìn thấy rõ, với những mảnh rác như trên hình, thì những chất ô nhiễm không nhìn thấy được mới là thứ gây hại nhất.

Ô nhiễm biển xảy ra khi các tác động gây hại hoặc có nguy cơ gây hại bắt nguồn từ chất thải hóa học, chất thải rắn, chất thải công nghiệp, chất thải nông nghiệp và chất thải sinh hoạt, tiếng ồn hoặc sự lây lan của các loài xâm lấn gây tác động xấu tới biển. Tám mươi phần trăm ô nhiễm biển tới từ đất liền. Ô nhiễm không khí cũng là một tác nhân gây ô nhiễm biển bằng cách đưa thuốc trừ sâu hoặc bụi xuống biển. Ô nhiễm đất liền và không khí đã được chứng minh là gây hại cho sinh vật biển và môi trường sống của nó.
Ô nhiễm biển thường tới từ các nguồn không cố định như dòng chảy mặt nông nghiệp, các mảnh vụn bị gió thổi đi, và bụi bẩn. Ô nhiễm dinh dưỡng, một dạng của ô nhiễm nước, ám chỉ tới sự ô nhiễm do đưa vào nhiều dinh dưỡng một cách quá mức. Nó là nguyên nhân chính gây ra phú dưỡng của vùng nước bề mặt, trong đó phần dinh dưỡng dư thừa, thường là nitrat hoặc phosphat, kích thích tảo phát triển. Nhiều chất hóa học độc tiềm tàng bám chặt vào các vật chất tí hon thứ sau đó được tiêu thụ bởi sinh vật phù du và sinh vật đáy, những loài này hầu hết là loài ăn mùn bã hoặc ăn lọc. Bằng cách này, các chất độc được tập trung ngược lên trong chuỗi thức ăn của đại dương. Nhiều chất kết hợp lại về mặt hóa học theo hướng làm nghèo oxy ở mức độ cao, khiến cửa sông trở nên thiếu oxy.

## Lịch sử
Mặc dù ô nhiễm môi trường biển đã có từ lâu đời nhưng các luật quốc tế quan trọng đã không được ban hành để chống lại sự ô nhiễm đó cho tới thế kỉ XX. Ô nhiễm biển là một mối quan tâm trong một số Công ước của Liên hợp quốc về Luật Biển bắt đầu từ những năm 1950. Hầu hết các nhà khoa học tin rằng các đại dương rất rộng lớn chính vì vậy chúng có khả năng tự pha loãng vô hạn do đó sẽ làm cho sự ô nhiễm trở nên vô hại.

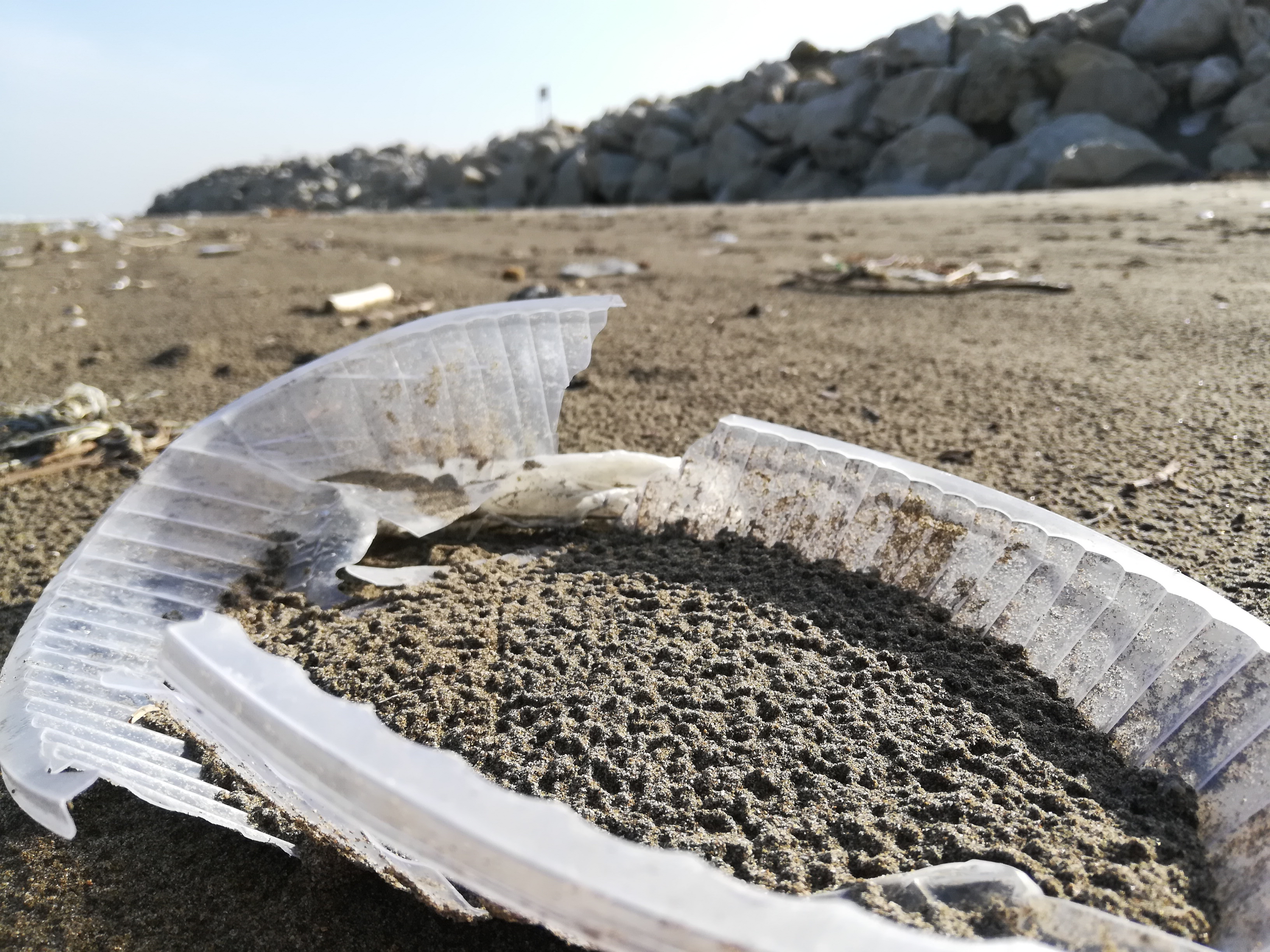
Ô nhiễm tại bờ biển Bandar Anzali, Iran với hình ảnh vỏ nhựa

Vào cuối những năm 1950 và đầu những năm 1960, đã có một số tranh cãi về việc đổ chất thải phóng xạ ngoài khơi bờ biển Hoa Kỳ bởi các công ty được Ủy ban Năng lượng Nguyên tử cấp phép vào Biển Ailen từ cơ sở tái chế của Anh tại Windscale, và vào Biển Địa Trung Hải bằng cách Ủy ban Pháp à l'Energie Atomique. Chẳng hạn sau cuộc tranh cãi về Biển Địa Trung Hải, Jacques Cousteau đã trở thành một nhân vật nổi tiếng trên toàn thế giới trong chiến dịch ngăn chặn ô nhiễm môi trường biển. Ô nhiễm môi trường biển đã trở thành tiêu đề quốc tế hơn nữa sau vụ tai nạn tàu chở dầu Torrey Canyon năm 1967 và sau vụ tràn dầu ở Santa Barbara năm 1969 ngoài khơi California.
Ô nhiễm biển là một lĩnh vực thảo luận chính trong Hội nghị Liên hợp quốc về Môi trường Con người năm 1972, được tổ chức tại Stockholm. Năm đó cũng chứng kiến việc ký kết Công ước về ngăn ngừa ô nhiễm biển do đổ chất thải và các vật chất khác, đôi khi được gọi là Công ước London. Công ước London không cấm ô nhiễm môi trường biển, nhưng nó thiết lập danh sách đen và xám cho các chất bị cấm (đen) hoặc do cơ quan chức năng quốc gia quản lý (xám). Ví dụ, xyanua và chất thải phóng xạ mức độ cao đã bị đưa vào danh sách đen. Công ước Luân Đôn chỉ áp dụng đối với chất thải đổ từ tàu biển, và do đó không có gì để điều chỉnh chất thải được thải ra dưới dạng chất lỏng từ đường ống.

## Con đường gây ô nhiễm
Một con đường xâm nhập phổ biến của các chất gây ô nhiễm ra biển là sông. Sự bốc hơi của nước từ các đại dương vượt quá lượng mưa. Sự cân bằng được khôi phục bằng mưa qua các lục địa chảy vào sông và sau đó chảy quay trở lại biển.
Ngoài ra, Ô nhiễm thường được phân thành hai loại đó là: ô nhiễm nguồn điểm và ô nhiễm không nguồn điểm
1. Ô nhiễm nguồn điểm xảy ra khi có một nguồn ô nhiễm cục bộ, có thể xác định được, duy nhất. Một ví dụ là xả trực tiếp nước thải và chất thải công nghiệp ra đại dương. Tình trạng ô nhiễm như thế này đặc biệt xảy ra ở các quốc gia đang phát triển.
2. Ô nhiễm nguồn không điểm xảy ra khi ô nhiễm đến từ các nguồn không xác định. Những điều này có thể khó điều chỉnh. Dòng chảy nông nghiệp và các mảnh vụn do gió thổi là những ví dụ điển hình.

### Nguồn xả trực tiếp

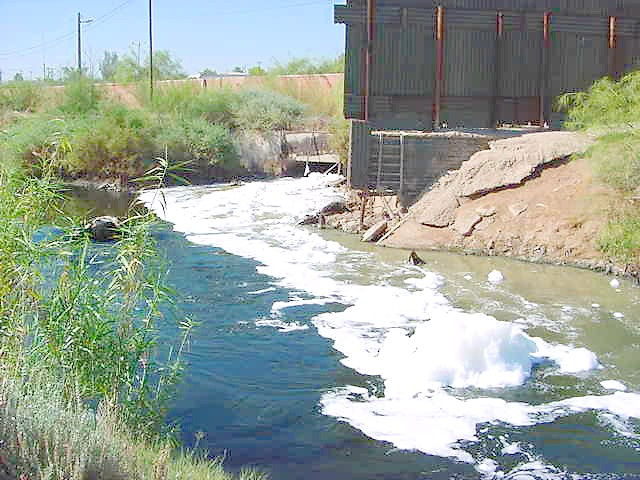
Sông tự hoại.

### Dòng chảy mặt

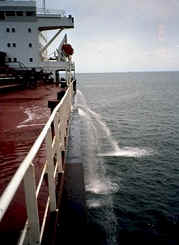
Một con tàu chở hàng đang bơm nước dằn qua mạn

### Ô nhiễm không khí

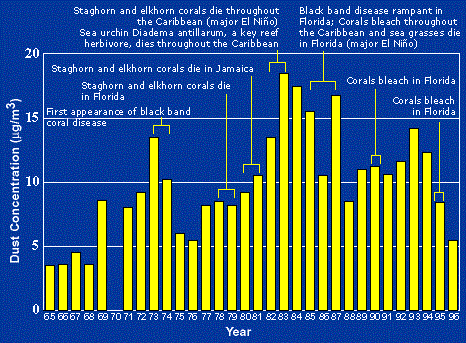
Một biểu đồ liên kết bụi trong khí quyển với những cái chết khác nhau của san hô trên Biển Caribê và Florida